# ابر میان‌ستاره‌ای محلی

Map showing the Sun located near the edge of the Local Interstellar Cloud and Alpha Centauri about 4 light-years away in the neighboring G-Cloud complex

زمانی که حباب محلی درست شده احتمالاً شکلی گوی مانند داشته‌است. اگرچه هنوز شکل گوی مانند خود را از دست نداده اما پس از سه میلیون سال کمی نامتقارن شده و توده‌هایی از ستارگان و ابرهای ستاره‌ای به آن راه یافته‌اند که سامانه خورشیدی یکی از آن‌هاست. توده‌های نسبتاً چگالی که درون حباب محلی قرار دارند را اصطلاحاً ابرهای میان ستاره‌ای می‌نامند. تاکنون خورشید از ابرهای میان ستاره‌ای زیادی گذشته‌است اما در حال حاضر در هیچ ابر میان ستاره‌ای‌ای قرار ندارد. این ابر چگالی ای حدود۰٫۲۶ اتم در سانتی‌متر مکعب دارد اما با این حال چگالی این ابر از چگالی میانگین کهکشان مارپیچ راه شیری که حدود ۰٫۵ اتم در سانتی‌متر مکعب است کم‌تر است.

## محاسبه
چگونگی محاسبه ملاقات‌های خورشید با بخش‌های گوناگون کهکشان راه شیری: خورشید چون همه ستارگان دارای میدان مغناطیسی است و در نتیجه در میان کره‌ای مغناطیسی به نام خورسپهر قرار گرفته‌است. در بیرون خورسپهر پدیده‌های بزرگ کیهانی همیشه در حال تولید انبوه پرتوهای کیهانی هستند. این پرتوها شامل پرتوهای ایکس و گاما و موادی که با سرعت‌هایی نزدیک سرعت نور حرکت می‌کنند هستند و اگر کسی در معرض آن‌ها قرار بگیرد در کم‌تر از چند ثانیه خواهد مرد اما خوش بختانه خور ایست یعنی مرز خورسپهر یا کره‌ای که در آن بادهای خورشیدی حاکمند و محیط بیرون ما را از پرتوهای کیهانی حفظ می‌کند. اما در سال ۱۳۸۶ هجری خورشیدی اخترشناسان به این نتیجه رسیدند که توانایی مغناطیسی خور ایست در محیط‌های چگال زیاد و در محیط‌های کم چگال کم است و در محیط‌های چگال پرتوهای کیهانی بیش تری نسبت به محیط‌های کم چگال از خود می‌گذراند. با این کشف اخترشیمی‌دانان دریافتند با سنجش مقادیر برخی ایزوتوپ‌ها که به دلیل نیمه عمر کمشان به حالت عادی در سیاره زمین وجود ندارند و یافته شدنشان نشانه پرتوهای کیهانیست می‌توان چگالی اطراف خورسپهر را تعیین کرد. دانشمندان با بررسی ایزوتوپ‌های بریلیم ۱۰ که یکی از این ایزوتوپ‌ها است دریافتند زمین برای آخرین بار حدود ۱۵۰ هزار سال پیش وارد یکی از این ابرهای میان ستاره‌ای یا اصطلاحاً ابر میان ستاره‌ای محلی شده و حدود ۴۴۰۰۰ سال پیش از آن بیرون آمده‌است. بررسی‌های مربوط به این دوره نشان می‌دهند که مقدار این ایزوتوپ حدود ۱۴۰۰۰۰ سال پیش از کل این دوره بیش تر بوده و حدود ۳۰ درصد از اکنون بیش تر بوده‌است که نشان دهنده اوج این دوره در ۱۴۰۰۰۰ سال پیش است. قرار است کاوش گر ابتکاری فضای میان ستاره‌ای یا IIE که احتمالاً در سال ۱۳۹۳ هجری خورشیدی پرتاب خواهد شد این موضوع را بررسی کند. بخش بزرگی از دانشی که بشر هم‌اکنون از ابرمیان ستاره‌ای محلی می‌داند از کاوش گرهای وویجر به دست آمده‌است امّا این کاوش گرها تنها به این منظور فرستاده نشده بودند و به این دلیل دانش زیادی در این باره در اختیار ستاره شناسان قرار ندادند. کاوش گر ابتکاری فضای میان ستاره‌ای تنها به این منظور طراحی خواهد شد در نتیجه احتمالاً دانش زیادی در این باره در اختیار ستاره شناسان قرار خواهد داد.